# 2019年のメジャーリーグベースボール
2019年のメジャーリーグベースボール（2019ねんのメジャーリーグベースボール）では2019年のメジャーリーグベースボール（MLB）の出来事における動向をまとめる。
2018年のメジャーリーグベースボール - 2019年のメジャーリーグベースボール - 2020年のメジャーリーグベースボール

## できごと

### 1月
- 1日
  - ニューヨーク・ヤンキースが、トロント・ブルージェイズからFAのトロイ・トゥロウィツキーと契約[1]。
- 2日
  - シアトル・マリナーズは、埼玉西武ライオンズからポスティングシステムでMLB移籍を目指していた菊池雄星と契約[2]。
  - ミネソタ・ツインズは、ネルソン・クルーズと1年契約[3]。
- 3日
  - フィラデルフィア・フィリーズは、ニューヨーク・ヤンキースからFAのデビッド・ロバートソンと2年契約[4]。
- 4日
  - ミルウォーキー・ブルワーズは、サンディエゴ・パドレスからFAのコーリー・スパンジェンバーグと1年契約[5]。
- 9日
  - テキサス・レンジャーズは、アリゾナ・ダイヤモンドバックスからFAのシェルビー・ミラーと1年契約[6]。
  - ミルウォーキー・ブルワーズは、ロサンゼルス・ドジャースからFAのヤズマニ・グランダルと1年契約[7]。
  - ハイメ・ガルシアが引退表明[8]。
- 16日
  - 元テキサス・レンジャーズのショーン・トールソンが引退表明[9]。
  - カンザスシティ・ロイヤルズのエリック・スコグランドが、薬物検査で陽性反応が出たことにより、80日間の出場停止処分[10]。
  - アリゾナ・ダイヤモンドバックスは、ニューヨーク・メッツからFAのウィルマー・フローレスと1年契約[11]。
- 17日
  - ニューヨーク・ヤンキースはコロラド・ロッキーズからFAのアダム・オッタビーノと3年2700万ドルの契約に合意[12]。
- 18日
  - タンパベイ・レイズが、シカゴ・ホワイトソックスからFAのアビサイル・ガルシアと1年契約[13]。
  - ロサンゼルス・エンゼルスが、クリーブランド・インディアンスからFAのコディ・アレンと契約[14]。
- 20日
  - ミネソタ・ツインズが、マーティン・ペレスと1年契約[15]。
- 23日
  - サンフランシスコ・ジャイアンツが、ドリュー・ポメランツと1年契約[16]。
- 24日
  - ロサンゼルス・ドジャースが、アリゾナ・ダイヤモンドバックスからFAのA.J.ポロックと契約[17]。
- 28日
  - テキサス・レンジャーズが、ショーン・ケリーと1年契約[18]。
- 29日
  - マイアミ・マーリンズが、ニューヨーク・ヤンキースからFAのニール・ウォーカーと1年契約[19]。

### 2月
- 5日
  - カンザスシティ・ロイヤルズが、アリゾナ・ダイヤモンドバックスからFAのブラッド・ボックスバーガーと1年契約[20]。
  - 田澤純一がシカゴ・カブスとマイナー契約[21]。
  - カーティス・グランダーソンがマイアミ・マーリンズとマイナー契約[22]。
  - スティーブ・デラバーが現役引退[23]。
- 10日
  - マイアミ・マーリンズは、タンパベイ・レイズからFAのセルジオ・ロモと1年契約[24]。
- 13日
  - オークランド・アスレチックスは、ミネソタ・ツインズからFAのロビー・グロスマンと1年契約[25]。
- 14日
  - シカゴ・カブスは、ミルウォーキー・ブルワーズからFAのゼイビア・セデーニョと1年契約[26]。
- 19日
  - サンディエゴ・パドレスは、ロサンゼルス・ドジャーズからFAのマニー・マチャドと10年3億ドルの契約で合意[27]。
- 26日
  - コロラド・ロッキーズは、ノーラン・アレナドと8年2億6000万ドルで契約延長に合意[28]。
- 28日
  - フィラデルフィア・フィリーズは、ワシントン・ナショナルズからFAのブライス・ハーパーと史上最高額となる13年3億3000万ドルの契約で合意（従来の最高額はジャンカルロ・スタントンの3億2500万ドル）[29]。

### 3月
- 1日
  - サンディエゴ・パドレスは、シアトル・マリナーズからFAのアダム・ウォーレンと1年契約[30]。
  - サンフランシスコ・ジャイアンツのキャメロン・メイビンがキャンプ地のアリゾナ州で飲酒運転の容疑で逮捕[31]。
- 6日
  - ボストン・レッドソックスのスティーブン・ライトが薬物規定違反（en:GHRP-2）により80試合の出場停止処分、ヒト成長ホルモンの陽性反応は2013年の検査開始以降、ジョシュ・レイビン以来3年ぶり2人目[32]。
- 14日
  - MLB機構とMLB選手会は、2020年シーズンから二刀流選手（Two - Way Player）を定義化する新ルールを発表した。投手として選手登録し、シーズンで20投球回以上、野手で20試合先発出場することが条件となる[33]。
- 20日
  - シアトル・マリナーズ対オークランド・アスレチックスが日本の東京ドームで開幕。
  - シアトル・マリナーズのエドウィン・エンカーナシオンがオークランド・アスレチックス戦で史上336人目となる通算1000得点を達成。
  - ロサンゼルス・エンゼルスはマイク・トラウトと2030年までの10年3億6000万ドルで契約延長、残っていた契約と合わせて12年4億2650万ドルは北米スポーツ史上最高額[34]。
  - ヒューストン・アストロズはアレックス・ブレグマンと2024年までの5年1億ドルで契約延長[35]。
- 21日
  - シアトル・マリナーズ対オークランド・アスレチックスの試合後、イチローが現役引退を表明[36]。
- 22日
  - セントルイス・カージナルスはポール・ゴールドシュミットと2024年までの5年1億3000万ドルで契約延長（球団史上最高額、従来の最高額はマット・ホリデイの1億2000万ドル）[37]。
  - ボストン・レッドソックスはクリス・セールと2024年までの5年1億4500万ドルで契約延長[38]。
- 24日
  - クリーブランド・インディアンスは、ロサンゼルス・ドジャースからFAのブラッド・ミラーを獲得[39]。
- 26日
  - ニューヨーク・メッツはジェイコブ・デグロムと2023年までの4年1億3750万ドルで契約延長（ヨハン・サンタナと並ぶ球団史上最高額）[40]。
  - 田澤純一がシカゴ・カブスと再びマイナー契約を結ぶ[41]。
- 27日
  - ロサンゼルス・エンゼルスは、ブライアン・グッドウィンを獲得[42]。
- 28日
  - レギュラーシーズン開幕[43]。
  - ロサンゼルス・ドジャーズがメジャー新記録となる開幕戦チーム8本塁打[44]。

### 4月
- 1日
  - オークランド・アスレチックスのフェルナンド・ロドニーがボストン・レッドソックス戦で史上26人目となる通算900試合登板を達成[45]。
  - アリゾナ・ダイヤモンドバックスがサンディエゴ・パドレス戦で、メリル・ケリーとジョン・デュプランティアーのMLB初出場の選手による継投で、史上初となる勝利投手とセーブをそれぞれ記録[46]。
  - ボストン・レッドソックスはザンダー・ボガーツと2025年までの6年総額1億3200万ドルで契約延長[47]。
- 2日
  - アトランタ・ブレーブスはロナルド・アクーニャ・ジュニアと2026年までの8年総額1億ドルで契約延長[48]。
- 5日
  - ミネソタ・ツインズのホルヘ・ポランコがフィラデルフィア・フィリーズ戦でサイクル安打を達成[49]。
- 6日
  - ミルウォーキー・ブルワーズのライアン・ブラウンがシカゴ・カブス戦で史上337人目となる通算1000得点を達成[50]。
- 8日
  - ボルチモア・オリオールズのクリス・デービスが49打数連続無安打。ワースト記録更新（従来の記録はエウヘニオ・ベレス（英語版）の46）[51]。
- 11日
  - シアトル・マリナーズが開幕から15戦連続本塁打。メジャー新記録[52]。
- 12日
  - フィラデルフィア・フィリーズのジェイク・アリエータがマイアミ・マーリンズ戦で史上615人目となる通算100勝を達成[53]。
- 24日
  - セントルイス・カージナルスのアダム・ウェインライトがミルウォーキー・ブルワーズ戦で史上261人目（球団4人目）となる通算150勝を達成[54]。
  - ニューヨーク・ヤンキースのアロルディス・チャップマンがロサンゼルス・エンゼルス戦で史上411人目となる通算500試合登板を達成[55]。
  - シアトル・マリナーズは、ボルチモア・オリオールズのマイク・ライトを獲得[56]。
  - ミルウォーキー・ブルワーズは、ジオ・ゴンザレスと1年契約[57]。
- 25日
  - 2018年のMLBドラフトで1巡目全体9位でオークランド・アスレチックスから指名されて入団したカイラー・マレーが2019年のNFLドラフトでアリゾナ・カージナルスから全体1位指名され、2つのドラフトで1巡目指名された初の選手となった[58]。
- 26日
  - ワシントン・ナショナルズのマックス・シャーザーが史上35人目となる通算2500奪三振を、史上3番目の早さとなる344試合で達成[59]。
- 28日
  - シカゴ・ホワイトソックスがデトロイト・タイガース戦で歴代最多タイで7度目となる継投による20奪三振を達成（投手：レイナルド・ロペス、ジェイス・フライ、ケルビン・ヘレーラ、アレックス・コロメ）[60]。
  - ロサンゼルス・エンゼルスのアルバート・プホルスが通算1997打点。歴代3位浮上[61]。
  - ロサンゼルス・ドジャースのコディ・ベリンジャーが月間14本塁打のメジャータイ記録[62]。
- 29日
  - ロサンゼルス・ドジャースの前田健太がメジャー通算500奪三振[63]。
- 30日
  - ニューヨーク・ヤンキースのCC・サバシアがアリゾナ・ダイヤモンドバックス戦で史上17人目（左投手としては3人目）となる通算3000奪三振を達成[64]。

### 5月
- 1日
  - クリーブランド・インディアンスのタイラー・クリッパードがマイアミ・マーリンズ戦で史上109人目となる通算700試合登板を達成[65]。
- 2日
  - ワシントン・ナショナルズのスティーブン・ストラスバーグが通算1500奪三振。通算1,272 1/3回での達成は史上最速[28]（従来の最速記録はクリス・セールの1290投球回）。
- 4日
  - セントルイス・カージナルスのアンドリュー・ミラーがシカゴ・カブス戦で史上412人目となる通算500試合登板を達成[66]。
- 6日
  - ニューヨーク・メッツのロビンソン・カノがサンディエゴ・パドレス戦で史上101人目となる通算2500安打を達成[67]。
- 7日
  - オークランド・アスレチックスのマイク・ファイアーズがシンシナティ・レッズ戦でノーヒットノーラン達成。史上300度目、自身2度は35人目[68]。
- 8日
  - テキサス・レンジャーズのジョーイ・ギャロが通算100本塁打。通算377試合での達成はア・リーグ史上最速記録[69]。

- 9日
  - ロサンゼルス・エンゼルスのアルバート・プホルスがデトロイト・タイガース戦で史上3人目となる通算2000打点を達成（ハンク・アーロン、アレックス・ロドリゲスに次ぐ）[70]。
- 10日
  - ロサンゼルス・ドジャースのトラビス・ダーノーがタンパベイ・レイズに金銭トレードで移籍[71]。
- 12日
  - シアトル・マリナーズのフェリックス・ヘルナンデスがボストン・レッドソックス戦で通算2500奪三振。史上36人目（球団初）[72]。
- 14日
  - ロサンゼルス・ドジャースのフリオ・ウリアスがDVの容疑で逮捕[73]。
- 15日
  - トロント・ブルージェイズのエドウィン・ジャクソンがサンフランシスコ・ジャイアンツ戦で歴代最多となる14球団での出場を達成（従来の記録はオクタビオ・ドーテルの13、ジャーニーマンを参照）[74]。
  - サンフランシスコ・ジャイアンツのトニー・ワトソンがトロント・ブルージェイズ戦で1999年以降では6人目となる通算200ホールドを達成。
- 16日
  - クリーブランド・インディアンスのトレバー・バウアーが通算1000奪三振。現役54人目[75]。
- 17日
  - ヒューストン・アストロズのライアン・プレスリーが39試合連続無失点。メジャー新記録（従来の記録はクレイグ・キンブレルの38）[76]。
- 21日
  - アリゾナ・ダイヤモンドバックスのザック・グレインキーがサンディエゴ・パドレス戦で史上37人目となる通算2500奪三振を達成[77]。
- 22日
  - ボルチモア・オリオールズが、キーオン・ブロクストンを獲得[78]。
- 23日
  - ベースボール・チャレンジ・リーグは、北方悠誠がロサンゼルス・ドジャースとマイナーリーグ契約を結んだことを発表（日本人のマイナーリーグ選手一覧を参照）[79]。
- 24日
  - トロント・ブルージェイズのキャバン・ビジオがサンディエゴ・パドレス戦でMLBデビューし、ブラディミール・ゲレーロ・ジュニアとあわせて史上初となるアメリカ野球殿堂の父親を持つ2人が同時出場[80]。
- 27日
  - シアトル・マリナーズのマレックス・スミスがテキサス・レンジャーズ戦で史上45人目（53度目）[81]となる1イニング3盗塁を達成[82]。
- 31日
  - トロント・ブルージェイズのブラディミール・ゲレーロ・ジュニアがコロラド・ロッキーズ戦8回表に放ったソロ本塁打がメジャー全体の月間1120本目となり、2017年8月の月間最多記録を更新した。最終的な記録は1135本[83]。
  - シアトル・マリナーズのジェイ・ブルースがロサンゼルス・エンゼルス戦で史上148人目となる通算300本塁打を達成[84]。

### 6月
- 3日
  - テキサス・レンジャーズの秋信守がアジア出身選手として初となる通算200本塁打を達成[85]。
- 3日～5日
  - ドラフト会議が開催され、オレゴン州立大学のアドリー・ラッチマン捕手が全体1位でボルチモア・オリオールズから指名された。
- 4日
  - ワシントン・ナショナルズのスティーブン・ストラスバーグがシカゴ・ホワイトソックス戦で史上616人目（球団3人目）となる通算100勝を達成（球団でスティーブ・ロジャース、デニス・マルティネス以来）[86]。
- 5日
  - ドラフトの終了を受けて、前年にボストン・レッドソックスからのクオリファイング・オファーを拒否してFAとなっていたクレイグ・キンブレルとシカゴ・カブスが3年総額4300万ドルの契約に合意[87]。
- 7日
  - 前年にヒューストン・アストロズからのクオリファイング・オファーを拒否してFAとなっていたダラス・カイケルとアトランタ・ブレーブスが1年1300万ドルの契約に合意、カイケルにとっては当時のオファーの1790万ドルを下回った[88]。
- 8日
  - 南アフリカ共和国出身でシアトル・マリナーズのテイラー・スコットがアフリカ大陸出身選手として史上2人目の公式戦出場（1人目のギフト・ンゴエペも南アフリカ出身）[89]。

- 9日
  - ワシントン・ナショナルズがサンディエゴ・パドレス戦で史上9度目となる4者連続本塁打を記録（打者：ハウィー・ケンドリック、トレイ・ターナー、アダム・イートン、アンソニー・レンドン）[90]。
  - シアトル・マリナーズのエドウィン・エンカーナシオンがロサンゼルス・エンゼルス戦で史上56人目となる通算400本塁打を達成[91]。
- 10日
  - フィラデルフィア・フィリーズ対アリゾナ・ダイヤモンドバックス戦で、メジャー新記録の両チーム合わせて1試合13本塁打[92]。
  - アトランタ・ブレーブスのニック・マーケイキスがピッツバーグ・パイレーツ戦で史上288人目となる通算1000打点を達成[93]。
- 13日
  - ロサンゼルス・エンゼルスの大谷翔平がサイクルヒットを達成。日本人選手初の達成。指名打者では史上6人目。投手が2勝以上で達成は史上2人目[94]。
- 14日
  - クリーブランド・インディアンスのジェイク・バウアーズがサイクルヒットを達成。指名打者では史上7人目。2日連続でのサイクルヒットは107年ぶり3度目[95]。
  - アトランタ・ブレーブスのブライアン・マッキャンがフィラデルフィア・フィリーズ戦で史上289人目となる通算1000打点を達成[96]。
- 15日
  - ニューヨーク・ヤンキースが、シアトル・マリナーズとのトレードでエドウィン・エンカーナシオンを獲得[97]。
- 16日
  - コロラド・ロッキーズ対サンディエゴ・パドレス戦で、史上最多の1カード4試合で両チーム合わせて131安打92得点[98]。
  - コロラド・ロッキーズのチャーリー・ブラックモンが史上2番目に長い3戦連続4安打以上。史上最多の1カード15安打[99]。
  - ワシントン・ナショナルズのアニバル・サンチェスがアリゾナ・ダイヤモンドバックス戦で史上617人目となる通算100勝を達成[100]。
- 18日
  - シカゴ・カブスのコール・ハメルズがシカゴ・ホワイトソックス戦で史上38人目（左投手では10人目）となる通算2500奪三振を達成[101]。

- 19日
  - ニューヨーク・ヤンキースのC.C.サバシアがタンパベイ・レイズ戦で史上48人目となる通算250勝を達成、通算3000奪三振も達成しているのは14人目[102]。
- 21日
  - シアトル・マリナーズのマイク・リークがボルチモア・オリオールズ戦で史上618人目となる通算100勝を達成[103]。
  - テキサス・レンジャーズのノマー・マザラがグローブライフ・パーク・イン・アーリントンでのシカゴ・ホワイトソックス戦でスタットキャスト史上最長タイ記録となる505フィート（約153.9メートル）の本塁打を記録（2018年のトレバー・ストーリーに並ぶ）[104]。
  - オークランド・アスレチックスのフランキー・モンタスが薬物規定違反により80試合の出場停止処分（オスタリン）[105]。
- 24日
  - アリゾナ・ダイヤモンドバックスのグレッグ・ホランドがロサンゼルス・ドジャース戦で史上51人目となる通算200セーブを達成[106]。
- 25日
  - ニューヨーク・ヤンキースが28試合連続本塁打を達成。メジャー新記録[107]。
- 26日
  - ニューヨーク・ヤンキースが前日のメジャー記録を更新する29試合連続本塁打を達成[108]。
- 29日
- 30日
  - ロンドン・スタジアムでレッドソックス対ヤンキースの試合が行われた。1日目観客動員数5万9659人。2日目5万9059人。米大リーグが自国とブルージェイズの本拠地のあるカナダ以外で公式戦を開催するのは5カ国目[109]。

### 7月
- 1日
  - ロサンゼルス・エンゼルスのタイラー・スカッグスが遠征先テキサス州のホテルで逝去[110]。
  - ピッツバーグ・パイレーツのアダム・フレイジャーがシカゴ・カブス戦で歴代最多タイで51人目となる1試合4二塁打を達成[111]。
- 3日
  - テキサス・レンジャーズのエルビス・アンドラスがロサンゼルス・エンゼルス戦でシーズン3度目の本盗を記録、同記録は24年ぶりで1975年以降では5人目の達成[112]。
- 5日
  - ワシントン・ナショナルズのライアン・ジマーマンがカンザスシティ・ロイヤルズ戦で史上290人目（球団初）となる通算1000打点を達成[113]。
  - 同年5月27日にDVの容疑で逮捕されていたフィラデルフィア・フィリーズのオデュベル・ヘレーラがシーズンの残り試合すべての出場停止処分[114]。
- 7日
  - ボストン・レッドソックスのデビッド・プライスがデトロイト・タイガース戦で史上262人目となる通算150勝を達成[115]。
  - ミルウォーキー・ブルワーズのマウリシオ・デュボーンがピッツバーグ・パイレーツ戦でホンジュラス出身選手として初めてMLBの試合に出場[116]。
  - ニューヨーク・メッツのピート・アロンソが68打点。ナショナルリーグの新人記録を更新[117]。
- 12日
  - ロサンゼルス・エンゼルスが対シアトル・マリナーズ戦でテイラー・コール（英語版）、フェリックス・ペーニャの2投手による史上13度目の継投でのノーヒット・ノーランを達成。史上301度目。オープナーで初の達成[118]。
- 14日
  - シカゴ・ホワイトソックスのケルビン・ヘレーラがオークランド・アスレチックス戦で史上413人目となる通算500試合登板を達成[119]。
- 17日
  - コロラド・ロッキーズのジェイク・マギーがサンフランシスコ・ジャイアンツ戦で史上414人目となる通算500試合登板を達成[120]。
- 18日
  - ワシントン・ナショナルズのライアン・ジマーマンがアトランタ・ブレーブス戦で史上187人目（球団初）となる通算400二塁打を達成。
- 20日
  - ニューヨーク・メッツのピート・アロンソが33本塁打、75打点。球団新人記録更新[121]。
- 23日
  - ワシントン・ナショナルズのトレイ・ターナーがサイクルヒットを達成、2度の達成は史上26人目[122]。
  - ロサンゼルス・ドジャースがドジャースタジアムを1億ドルで改築する計画を発表[123]。
- 25日
  - ボルチモア・オリオールズのスティービー・ウィルカーソンがロサンゼルス・エンゼルス戦で延長16回に登板し、野手としては史上初となるセーブを記録[124]。
  - ニューヨーク・ヤンキースのトロイ・トゥロウィツキーが現役引退[125]。
- 28日
  - トロント・ブルージェイズのエリック・ソガードがタンパベイ・レイズ戦の試合中にトレードでレイズへ移籍（交換相手は後日発表選手の2名）[126]。
- 30日
  - アトランタ・ブレーブスのコルビー・アラードとテキサス・レンジャーズのクリス・マーティンが交換トレード[127]。
  - シカゴ・カブスのマイナー選手とトロント・ブルージェイズのデビッド・フェルプスが交換トレード[128]。
  - セントルイス・カージナルスは、ロサンゼルス・エンゼルスからウェーバーのアダルベルト・メヒアを獲得[129]。
  - シンシナティ・レッズはクリーブランド・インディアンスから三角トレードでトレバー・バウアーを獲得[130]。
  - サンディエゴ・パドレスはクリーブランド・インディアンスから三角トレードでテイラー・トランメルを獲得[131]。
  - クリーブランド・インディアンスは三角トレードでシンシナティ・レッズからヤシエル・プイグ、スコット・モスを、サンディエゴ・パドレスからフランミル・レイエス、ローガン・アレン、ビクター・ノバを獲得[131]。
- 31日
  - ヒューストン・アストロズはマイナー4選手とアリゾナ・ダイヤモンドバックスのザック・グレインキーを、デレク・フィッシャーとトロント・ブルージェイズのアーロン・サンチェス、ジョー・ビアジーニを。トニー・ケンプとシカゴ・カブスのマーティン・マルドナードをトレード[132]。
  - アトランタ・ブレーブスはマイナー2選手とデトロイト・タイガースのシェーン・グリーンを、ダニエル・ウィンクラーとサンフランシスコ・ジャイアンツのマーク・メランソンをトレード、アリゾナ・ダイヤモンドバックスのJ・R・マーフィーと金銭トレード[133]。
  - ロサンゼルス・ドジャースはトニー・シングラーニとセントルイス・カージナルスのジェド・ジョーコを、タンパベイ・レイズのアダム・コラレックとマイナー選手をトレード。
  - シカゴ・カブスはマイナー2選手とトレードで、デトロイト・タイガースのニコラス・カステヤノスを獲得[133]。
  - フィラデルフィア・フィリーズは国際FAとの契約金枠などとピッツバーグ・パイレーツのコーリー・ディッカーソンを、ボルチモア・オリオールズのダン・ストレイリーと金銭トレード[134]。
  - ミネソタ・ツインズはマイナー3選手と交換トレードでサンフランシスコ・ジャイアンツのサム・ダイソンを獲得[133]。
  - サンフランシスコ・ジャイアンツはシンシナティ・レッズのスクーター・ジェネットと金銭トレード[135]。
  - アリゾナ・ダイヤモンドバックスはマイナー選手とトレードでシアトル・マリナーズのマイク・リークを獲得[136]。
  - オークランド・アスレチックスは、シンシナティ・レッズとのトレードでタナー・ロアークを獲得[137]。
  - ワシントン・ナショナルズはマイナー選手とトロント・ブルージェイズのダニエル・ハドソンを、マイナー3選手とシアトル・マリナーズのロエニス・エリアス、ハンター・ストリックランドをトレード[133]。
  - ミルウォーキー・ブルワーズはマウリシオ・デュボーンとトレードで、サンフランシスコ・ジャイアンツのドリュー・ポメランツ、レイ・ブラックを獲得[133]。
  - タンパベイ・レイズはジェイコブ・ファリアとミルウォーキー・ブルワーズのヘスス・アギラーを、ライン・スタネック、マイナー選手とマイアミ・マーリンズのニック・アンダーソン、トレバー・リチャーズをトレード[133]。
  - ロサンゼルス・エンゼルスはマイナー2選手とトレードで、ヒューストン・アストロズのマックス・スタッシを獲得[133]。
  - テキサス・レンジャーズはマイナー2選手とトレードで、シカゴ・ホワイトソックスのネイト・ジョーンズを獲得[133]。
  - コロラド・ロッキーズはマイナー選手とトレードで、ニューヨーク・ヤンキースのジョー・ハービーを獲得[133]。
  - サンディエゴ・パドレスはブラッド・ウィックとトレードで、シカゴ・カブスのカール・エドワーズ・ジュニアを獲得[138]。

### 8月
- 1日
  - 前月30日のシンシナティ・レッズ対ピッツバーグ・パイレーツの試合で起きた乱闘で、パイレーツのキーオン・ケラに10試合の出場停止、レッズのアミール・ギャレットに8試合の出場停止など、多数の処分が発表された[139]。
- 3日
  - ヒューストン・アストロズが対シアトル・マリナーズ戦でアーロン・サンチェス、ウィル・ハリス、ジョー・ビアジーニ、クリス・デベンスキーの4投手による史上14度目の継投でのノーヒット・ノーランを達成。史上302度目[140]。
- 5日
  - ボルチモア・オリオールズのジョナサン・ビヤーがニューヨーク・ヤンキース戦でサイクル安打を達成。史上292人目。329度目[141]。
- 6日
  - シアトル・マリナーズのティム・ベッカムが薬物規定違反（スタノゾロール）により80試合出場停止処分[142]。
- 8日
  - ボストン・レッドソックスのクリス・セールがロサンゼルス・エンゼルス戦で史上5人目となる7年連続200奪三振を達成[143]。
  - トロント・ブルージェイズのボー・ビシェットがニューヨーク・ヤンキース戦で史上初となる9試合連続二塁打を達成（従来の記録はデレク・リーとヤディアー・モリーナの8）[144]。
- 9日
  - コロラド・ロッキーズのウェイド・デービスがサンディエゴ・パドレス戦で史上415人目となる通算500試合登板を達成[145]。
  - ニューヨーク・メッツは、サンフランシスコ・ジャイアンツを戦力外となっていたジョー・パニックを獲得[146]。
- 10日
  - ミルウォーキー・ブルワーズのマット・アルバースがテキサス・レンジャーズ戦で史上225人目となる通算600試合登板を達成[147]。
- 11日
  - シンシナティ・レッズは、シカゴ・カブスから自由契約の田澤純一とマイナー契約[148]。
- 12日
  - シンシナティ・レッズは、トロント・ブルージェイズからウェーバーのフレディ・ガルビスを獲得[149]。
- 13日
  - ボストン・レッドソックスのクリス・セールがクリーブランド・インディアンス戦で史上83人目となる通算2000奪三振を、歴代最速となる1626投球回で達成（従来の最速記録はペドロ・マルティネスの1711.1投球回）[150]。
  - ボストン・レッドソックスのラファエル・デバースがクリーブランド・インディアンス戦で、歴代最多タイで52人目となる1試合4二塁打を達成、1試合6安打との同時達成は初[151]。
- 16日
  - ミネソタ・ツインズのマックス・ケプラーがテキサス・レンジャーズ戦でシーズン33本塁打を記録、ヨーロッパ出身選手として最多記録を更新（シーズン終了までに記録を36まで伸ばした。従来の記録はボビー・トムソン（1951年、スコットランド））[152]。
- 17日
  - フィラデルフィア・フィリーズのジャレッド・ヒューズがサンディエゴ・パドレス戦で史上416人目となる通算500試合登板を達成[153]。
  - ロサンゼルス・ドジャースのフリオ・ウリアスがDV規定違反により20試合の出場停止処分[154]。
- 18日
  - ヒューストン・アストロズのザック・グレインキーが史上115人目となる通算200勝を達成。[155]。
  - ニューヨーク・メッツのピート・アロンソがナショナル・リーグの新人記録を更新する40号本塁打[156]。
- 19日
  - アリゾナ・ダイヤモンドバックスは、米独立リーグ・アトランティックリーグ、ロングアイランド・ダックスのマイケル・トンキンを獲得[157]。
- 22日
  - サンフランシスコ・ジャイアンツのトニー・ワトソンがシカゴ・カブス戦で史上226人目となる通算600試合登板を達成[158]。
- 23日～25日
  - 3年連続3度目のプレーヤーズ・ウィークエンド（英語版）が開催され、ホーム球団は真っ白、ビジター球団は真っ黒のユニフォームを着用した。亡くなったタイラー・スカッグスにちなんで「LOVE YOU TY」のニックネームの選手が多数[159]。
- 23日
  - アトランタ・ブレーブスのロナルド・アクーニャ・ジュニアがニューヨーク・メッツ戦で史上41人目となるシーズン30本塁打30盗塁を、歴代2番目の若さで達成[160]。
- 25日
  - サンフランシスコ・ジャイアンツのエバン・ロンゴリアがオークランド・アスレチックス戦で史上291人目となる通算1000打点を達成[161]。
- 27日
  - オークランド・アスレチックスのホアキム・ソリアがカンザスシティ・ロイヤルズ戦で史上110人目となる通算700試合登板を達成[162]。
  - サンフランシスコ・ジャイアンツのタイラー・ロジャースがアリゾナ・ダイヤモンドバックス戦でMLBデビュー、ミネソタ・ツインズ所属の兄のテイラー・ロジャースと合わせて、19年ぶり史上10組目の双子のMLB選手が誕生[163]。
  - ニューヨーク・ヤンキースの田中将大がシアトル・マリナーズ戦で日本人初となる6年連続2桁勝利を達成（従来の記録は黒田博樹の5年連続）、2桁勝利6度は野茂英雄に並んで日本人2人目[164]。
- 28日
  - ワシントン・ナショナルズのマックス・シャーザーがボルチモア・オリオールズ戦でトム・シーバー以来史上2人目となる8年連続200奪三振を達成[165]。
  - アトランタ・ブレーブスのジェリー・ブレビンスがトロント・ブルージェイズ戦で史上227人目となる通算600試合登板を達成[166]。
- 30日
  - 7月1日に急逝したタイラー・スカッグスの体内から、（オピオイド鎮痛剤の）フェンタニルとオキシコドンなど麻薬成分を含んだ薬物とアルコールが検出され、嘔吐物による窒息死だったと発表された[167]。
- 31日
  - ミネソタ・ツインズがシーズン通算268本塁打を樹立。メジャー新記録[168]。
  - ロサンゼルス・エンゼルスのマイク・トラウトがボストン・レッドソックス戦で史上49人目となる通算200本塁打・200盗塁を、史上最年少となる28歳24日で達成（従来の最年少記録はアレックス・ロドリゲスの29歳31日）[169]。

### 9月
- 1日
  - ヒューストン・アストロズのジャスティン・バーランダーが自身3度目のノーヒットノーランを達成。3度の達成は史上6人目。史上303度目[170]。
- 2日
  - デトロイト・タイガース傘下所属のチェイス・ヌマタ (Chace Numata)がスケートボード事故により逝去[171]。
- 3日
  - ミネソタ・ツインズのネルソン・クルーズが6年連続35本塁打。33歳以上から35本塁打以上を6シーズン達成したのは史上2人目。6年連続も史上2人目[172]。
  - ニューヨーク・メッツのウィルソン・ラモスがワシントン・ナショナルズ戦で26試合連続安打を記録（20試合以上はこのシーズンで唯一）[173]。
- 4日
  - カンザスシティ・ロイヤルズのホルヘ・ソレアがシーズン39本塁打を記録し、マイク・ムスタカスの持つ球団記録を更新（シーズン終了までに記録を47まで伸ばした）[174]。
- 5日
  - マイアミ・マーリンズのブライアン・モランとピッツバーグ・パイレーツのコリン・モランが兄弟対決。デビュー戦で兄弟が投打で対決したのはメジャー史上初[175]。
- 6日
  - シンシナティ・レッズのジョーイ・ボットがアリゾナ・ダイヤモンドバックス戦で史上338人目となる通算1000得点を達成[176]。
- 7日
  - ミルウォーキー・ブルワーズのクリスチャン・イエリッチがシカゴ・カブス戦で史上42人目となるシーズン30本塁打30盗塁を達成[177]。
  - ミネソタ・ツインズのセルジオ・ロモがクリーブランド・インディアンス戦で史上111人目となる通算700試合登板を達成[178]。
  - ミネソタ・ツインズのマイケル・ピネダが薬物規定違反（ヒドロクロロチアジド）により60試合出場停止処分[179]。
- 8日
  - コロラド・ロッキーズのブライアン・ショウがサンディエゴ・パドレス戦で史上228人目となる通算600試合登板を達成[180]。
- 9日
  - 7月1日に急逝したタイラー・スカッグスの死を受け、MLBと選手会がオピオイド検査の導入を検討する方針であると発表[181]。
- 10日
  - ロサンゼルス・ドジャースが7年連続18回目のナ・リーグ西地区優勝[182]
- 11日
  - ボルチモア・オリオールズ対ロサンゼルス・ドジャース戦で、オリオールズのジョナサン・ビアーが放った本塁打で、2017年に樹立されたMLBシーズン本塁打記録6105本を上回る、6106本目となった[183]。
  - シンシナティ・レッズのジョーイ・ボットがシアトル・マリナーズ戦で史上188人目となる通算400二塁打を達成。
  - オークランド・アスレチックスのヘスス・ルサルドがヒューストン・アストロズ戦で、ペルー出身選手として初となるMLBの試合に出場[184]。
- 14日
  - ヒューストン・アストロズのザック・グレインキーがカンザスシティ・ロイヤルズ戦で史上19人目となる全球団勝利を達成[185]。
- 17日
  - トロント・ブルージェイズのキャバン・ビジオがボルチモア・オリオールズ戦でサイクル安打を達成。父のクレイグ・ビジオも達成しており、親子での達成は史上2度目。史上293人目。330度目[186]。
  - ヒューストン・アストロズのロベルト・オスーナがロサンゼルス・エンゼルス戦で史上85人目となる通算150セーブを、史上最年少となる24歳222日で達成（従来の最年少記録はクレイグ・キンブレルの25歳355日）[187]。
  - ロサンゼルス・ドジャースのケンリー・ジャンセンがタンパベイ・レイズ戦で史上229人目となる通算600試合登板を達成[188]。
  - ピッツバーグ・パイレーツのフェリペ・バスケスが少女に対する淫行容疑などで逮捕[189]。
- 18日
  - サンフランシスコ・ジャイアンツ監督のブルース・ボウチーが監督通算2000勝。歴代11位[190]。
- 19日
  - ニューヨーク・ヤンキースが7年ぶり19回目のア・リーグ東地区優勝[191]。
- 20日
  - アトランタ・ブレーブスが2年連続19回目のナ・リーグ東地区優勝[192]。
  - ニューヨーク・ヤンキースの田中将大が通算1000投球回[193]。
  - ニューヨーク・メッツのピート・アロンソがシーズン50本塁打。新人史上2人目[194]。
  - シカゴ・カブスのニコラス・カステヤノスが57二塁打[195]。
  - ミルウォーキー・ブルワーズのライアン・ブラウンがピッツバーグ・パイレーツ戦で史上189人目となる通算400二塁打を達成。
- 21日
  - シカゴ・カブスのニコラス・カステヤノスがセントルイス・カージナルス戦で史上10人目となるシーズン58二塁打を達成[196]。
- 22日
  - ヒューストン・アストロズが3年連続8回目のア・リーグ西地区優勝[197]。
  - ミネソタ・ツインズのネルソン・クルーズがカンザスシティ・ロイヤルズ戦で史上57人目となる通算400本塁打を達成[198]。
- 25日
  - ミネソタ・ツインズが9年ぶり11回目のア・リーグ中地区優勝[199]。
  - ロサンゼルス・ドジャースのケンリー・ジャンセンがサンディエゴ・パドレス戦で史上30人目となる通算300セーブを達成[200]。
  - ニューヨーク・ヤンキースのドミンゴ・ヘルマンがDV規定違反によりポストシーズンを含む残り試合の出場停止処分[201]。
- 26日
  - ミネソタ・ツインズがシーズン300本塁打に到達。メジャー史上初[202]。
  - テキサス・レンジャーズのエルビス・アンドラスがボストン・レッドソックス戦で史上168人目となる通算300盗塁を達成[203]。
- 27日
  - ミネソタ・ツインズがカンザスシティ・ロイヤルズ戦でシーズン100勝に到達し、すでに到達していたヒューストン・アストロズ、ロサンゼルス・ドジャース、ニューヨーク・ヤンキースと合わせて、史上初となる同一シーズンで4球団が同記録を達成[204]。
  - ニューヨーク・メッツのピート・アロンソがMLB新人最多タイの52号本塁打[205]。

- 28日
  - ニューヨーク・メッツのピート・アロンソが新人最多本塁打記録を更新する53号本塁打を記録（従来の記録はアーロン・ジャッジ）[206]。
  - ヒューストン・アストロズのジャスティン・バーランダーがロサンゼルス・エンゼルス戦で史上18人目となる通算3000奪三振を達成[207]。
- 29日
  - 公式戦全日程終了。
  - セントルイス・カージナルスが4年ぶり14回目のナ・リーグ中地区優勝[208]。
  - ヒューストン・アストロズのゲリット・コールがロサンゼルス・エンゼルス戦で史上初となる9試合連続2桁奪三振を記録、1901年以降では歴代14位（6人目）となるシーズン326奪三振を記録[209][210]。
  - ヒューストン・アストロズが故意四球なしでシーズン終了、1955年の統計開始以降では初[211]。

### 10月
- 1日
  - ワシントン・ナショナルズがミルウォーキー・ブルワーズにワイルドカードゲームで勝利し、ナ・リーグ地区シリーズ進出[212]。
- 2日
  - タンパベイ・レイズがオークランド・アスレチックスにワイルドカードゲームで勝利し、ア・リーグ地区シリーズ進出[213]。
- 7日
  - ニューヨーク・ヤンキースがミネソタ・ツインズに地区シリーズで3連勝のスウィープで、2年ぶりのリーグ優勝決定シリーズ進出[214]、ツインズはポストシーズン16連敗を記録、北米プロスポーツ史上ワーストタイ記録（MLBでの従来の記録は1995年までにボストン・レッドソックスが記録した13連敗）[215]。
- 9日
  - ワシントン・ナショナルズがロサンゼルス・ドジャースに地区シリーズで勝利し、38年ぶり（ワシントンD.C.への移転後初）のリーグ優勝決定シリーズ進出[216]。
  - セントルイス・カージナルスがアトランタ・ブレーブスに地区シリーズで勝利し、5年ぶりのリーグ優勝決定シリーズ進出[217]。
- 10日
  - ヒューストン・アストロズがタンパベイ・レイズに地区シリーズで勝利し、3年連続のリーグ優勝決定シリーズ進出[218]。
- 15日
  - ワシントン・ナショナルズがセントルイス・カージナルスにリーグ優勝決定シリーズで勝利し、創設51年目にして初のリーグ優勝&ワールドシリーズ進出[219]。
- 17日
  - ヒューストン・アストロズのカルロス・コレアがニューヨーク・ヤンキース戦で史上最年少となる25歳25日でポストシーズン通算10本塁打を達成（従来の記録はアルバート・プホルスの25歳274日）[220]。
- 18日
  - MLBが2021年までにマイナーリーグ40チームの削減を提案していることを公表[221]。
- 19日
  - ヒューストン・アストロズがニューヨーク・ヤンキースにリーグ優勝決定シリーズで勝利し、2年ぶり3度目のリーグ優勝&ワールドシリーズ進出[222]。
- 20日
  - 審判員のエリック・クーパー（英語版）が膝の手術に伴う血栓症のため逝去[223][224]。
- 22日
  - ワールドシリーズ開幕[225]。
- 23日
  - ワールドシリーズ第2戦で、ヒューストン・アストロズのジャスティン・バーランダーがポストシーズン史上初の通算200奪三振を達成[226]。
- 30日
  - ワシントン・ナショナルズが4勝3敗でヒューストン・アストロズを下し、本拠地をワシントンD.C.に移して以来、1969年創設の前身エクスポズ時代を含め、創設51年目にして初のワールドチャンピオン。ワイルドカードからの優勝は2014年のサンフランシスコ・ジャイアンツ以来5年ぶり。首都ワシントンD.C.のチームが優勝するのは1924年のワシントン・セネタース以来95年ぶり[227]。ワールドシリーズで両チームがビジターでのみの勝利は史上初[228][229]。

### 11月
- 12日
  - セントルイス・カージナルスのマイク・シルト監督が最優秀監督賞を受賞。プロ未経験の監督が選出されるのは史上初[230]。
- 14日
  - クオリファイング・オファーの回答期限を迎え、シカゴ・ホワイトソックスのホセ・アブレイユとミネソタ・ツインズのジェイク・オドリッジが1年1780万ドルで再契約し、他の8名[231]は拒否してFAとなった[232]。
  - アトランタ・ブレーブスはサンフランシスコ・ジャイアンツからFAのウィル・スミスと3年総額3900万ドルの契約に合意[233]。
- 18日
  - ミネソタ・ツインズ傘下所属のライアン・コステロ（英語版）が自然死により急死[234]。
- 21日
  - カンザスシティ・ロイヤルズ球団を10億ドルでジョン・シャーマンのグループへ売却することをMLB機構が承認[235]。
  - シカゴ・ホワイトソックスはミルウォーキー・ブルワーズからFAのヤズマニ・グランダルと4年7300万ドルの契約に合意（球団史上最高額、従来の最高はホセ・アブレイユの6800万ドル）[236]。
- 22日
  - ニューヨーク・ヤンキースはマイナーリーグで2020年2月からレイチェル・バルコヴェツ女史が打撃コーチに就任することを発表した。MLB史上初の女性打撃コーチが誕生することとなった[237]。
- 24日
  - サンディエゴ・パドレスはクリーブランド・インディアンスからFAのライアン・フラハーティとコーチとして契約[238]。
- 27日
  - サンディエゴ・パドレスはミルウォーキー・ブルワーズからFAのドリュー・ポメランツと4年3400万ドルの契約に合意[239]。
  - テキサス・レンジャーズはミネソタ・ツインズからFAのカイル・ギブソンと3年3000万ドルの契約に合意[240]。

### 12月
- 2日
  - シンシナティ・レッズはミルウォーキー・ブルワーズからFAのマイク・ムスタカスと4年6400万ドルの契約に合意[241]。
  - マイアミ・マーリンズのイーストン・ルーカスとボルチモア・オリオールズのジョナサン・ビヤーを交換トレード[242]。
  - クリーブランド・インディアンスのアデニス・バティスタとボストン・レッドソックスのサンディ・レオンを交換トレード[243]。
- 3日
  - オークランド・アスレチックスはFAのジェイク・ディークマンと2年750万ドルで再契約に合意[244]。
- 4日
  - フィラデルフィア・フィリーズはニューヨーク・メッツからFAのザック・ウィーラーと5年1億1800万ドルの契約に合意[245]。
  - アトランタ・ブレーブスはシカゴ・カブスからFAのコール・ハメルズと1年1800万ドルの契約に合意[246]。
  - ロサンゼルス・エンゼルスのマイナー4選手、アイザック・マットソン（英語版）、ザック・ピーク、カイル・ブラディッシュ、カイル・ブルノビッチと、ボルチモア・オリオールズのディラン・バンディを交換トレード[247]。
- 6日
  - テキサス・レンジャーズはミルウォーキー・ブルワーズからFAのジョーダン・ライルズと2年1600万ドルの契約に合意[248]。
  - ミネソタ・ツインズはアリゾナ・ダイヤモンドバックスからFAのアレックス・アビラと1年425万ドルで契約合意[249]。
  - ワシントン・ナショナルズはFAのハウィー・ケンドリックと1年625万ドルで再契約に合意[250]。
- 8日
  - アリゾナ・ダイヤモンドバックスはミルウォーキー・ブルワーズからFAのジュニオール・ゲラと1年255万ドルで契約合意[251]。
  - マイアミ・マーリンズはニューヨーク・ヤンキース傘下からFAの加藤豪将とマイナー契約に合意[252]。
- 9日
  - ワシントン・ナショナルズは同球団からFAのスティーブン・ストラスバーグと7年2億4500万ドル（投手史上当時最高額）の契約に合意（従来の最高額はデビッド・プライスの2億1700万ドル）[253]。
- 10日
  - MLBと選手会はマリファナを傘下マイナーリーグを含めて検査対象から外すことに合意する見通し[254]。
  - ニューヨーク・ヤンキースはヒューストン・アストロズからFAのゲリット・コールとMLB投手史上最高額となる9年3億2400万ドルで契約合意[255]。
  - クリーブランド・インディアンスはニューヨーク・ヤンキースからFAのディディ・グレゴリウスと1年1400万ドルで契約合意[256]。
  - MLB機構は初めてファン投票によるオールMLBチームを発表[257]。
  - テキサス・レンジャーズのノマー・マザラとシカゴ・ホワイトソックス傘下のスティール・ウォーカー（英語版）のトレードが成立[258]。
- 11日
  - ロサンゼルス・エンゼルスはワシントン・ナショナルズからFAのアンソニー・レンドンと7年2億4500万ドルで契約合意[259]。
  - トロント・ブルージェイズはオークランド・アスレチックスからFAのタナー・ロアークと2年2400万ドルの契約に合意[260]。
  - ロサンゼルス・ドジャースはオークランド・アスレチックスからFAのブレイク・トレイネンと1年1000万ドルの契約に合意[261]。
  - ニューヨーク・メッツはセントルイス・カージナルスからFAのマイケル・ワカと1年300万ドル（出来高あり）で契約合意[262]。
- 12日
  - ニューヨーク・メッツはボストン・レッドソックスからFAのリック・ポーセロと1年1000万ドルで契約合意[263]。
  - ニューヨーク・ヤンキースは同球団からFAのブレット・ガードナーと1年1250万ドルの契約に合意[264]。
- 13日
  - タンパベイ・レイズは、横浜DeNAベイスターズからポスティングシステムでMLB移籍を目指していた筒香嘉智と2年1200万ドルで契約合意[265]。
  - テキサス・レンジャーズはミルウォーキー・ブルワーズからFAのジョーダン・ライルズと2年700万ドルで契約合意[266]。
- 15日
  - アリゾナ・ダイヤモンドバックスはサンフランシスコ・ジャイアンツからFAのマディソン・バムガーナーと5年8500万ドルの契約に合意[267]。
  - クリーブランド・インディアンスのコーリー・クルーバーと、テキサス・レンジャーズのデライノ・デシールズ・ジュニア、エマヌエル・クラセのトレードが成立[268]。
- 16日
  - ミルウォーキー・ブルワーズはタンパベイ・レイズからFAのアビサイル・ガルシアと2年2000万ドルの契約に合意[269]。
  - シンシナティ・レッズはヒューストン・アストロズからFAのウェイド・マイリーと2年1500万ドルの契約に合意[270]。
- 17日
  - トロント・ブルージェイズは読売ジャイアンツからポスティングシステムでMLB移籍を目指していた山口俊と2年600万ドルで契約合意[271]。
- 19日
  - ロサンゼルス・エンゼルスはアトランタ・ブレーブスからFAのフリオ・テヘランと1年900万ドルで契約合意[272]。
  - カンザスシティ・ロイヤルズはフィラデルフィア・フィリーズからFAのマイケル・フランコと1年295万ドル（出来高あり）で契約合意[273]。
  - ミルウォーキー・ブルワーズはトロント・ブルージェイズからFAのジャスティン・スモークと1年500万ドル（球団オプション付）で契約合意。[274]
- 20日
  - MLB機構はナイキと10年10億ドルのユニフォーム契約を締結、MLBのユニフォーム正面に球団ロゴ以外のロゴが入るのは史上初[275]。
  - サンディエゴ・パドレスのイアン・キンズラーが現役引退を表明[276]。
  - ミネソタ・ツインズはクリーブランド・インディアンスからFAのタイラー・クリッパードと1年275万ドルで、マイアミ・マーリンズからFAのセルジオ・ロモと1年500万ドル（2021年の契約オプション付）でそれぞれ契約合意[277]。
  - シカゴ・ホワイトソックスはミルウォーキー・ブルワーズからFAのジオ・ゴンザレスと1年500万ドル（バイアウト条項[278]付、2021年はホワイトソックス側が1年700万ドルのバイアウト付きオプションを持つ）で契約合意[279]。
  - ミルウォーキー・ブルワーズはタンパベイ・レイズからFAのエリック・ソガードと1年450万ドルで契約合意[280]。
- 21日
  - シカゴ・ホワイトソックスはアトランタ・ブレーブスからFAのダラス・カイケルと3年5550万ドルの契約に合意[281]。
  - ヒューストン・アストロズはFAのマーティン・マルドナードと2年700万ドルで再契約に合意[282]。
- 23日
  - トロント・ブルージェイズはロサンゼルス・ドジャースからFAの柳賢振と4年8000万ドルの契約に合意[283]。
  - マイアミ・マーリンズはアトランタ・ブレーブスからFAのフランシスコ・セルベーリと1年200万ドルで契約合意[284]。
  - サンディエゴ・パドレスは阪神タイガースからFAのピアース・ジョンソンと2年500万ドルで契約合意。3年目となる2022年シーズンには球団側がオプションを有する[285]。
- 24日
  - アリゾナ・ダイヤモンドバックスはロサンゼルス・エンゼルスからFAのコール・カルフーンと2年1600万ドルで契約合意[286]。
  - ニューヨーク・メッツはニューヨーク・ヤンキースからFAのデリン・ベタンセスと1年1050万ドルの契約に合意[287]。
- 25日
  - シカゴ・ホワイトソックスはニューヨーク・ヤンキースからFAのエドウィン・エンカーナシオンと1年1200万ドルの契約に合意[288]。
- 28日
  - マイアミ・マーリンズはフィラデルフィア・フィリーズからFAのコーリー・ディッカーソンと2年1750万ドルの契約に合意[289]。
- 29日
  - ボルチモア・オリオールズはミネソタ・ツインズからFAのコール・スチュワートを獲得[290]。
- 30日
  - シンシナティ・レッズは埼玉西武ライオンズから海外FAによるMLB移籍を目指していた秋山翔吾と3年2000万ドルで契約合意[291]。

## 結果

### レギュラーシーズン
- 太字はポストシーズン進出チーム

| アメリカンリーグ | アメリカンリーグ                | アメリカンリーグ | アメリカンリーグ | アメリカンリーグ | アメリカンリーグ |        |        |        |        |        |        |        |        |        |
| 順               | チーム                          | 勝利             | 敗戦             | 勝率             | G差              |        |        |        |        |        |        |        |        |        |
| 東地区           | 東地区                          | 東地区           | 東地区           | 東地区           | 東地区           | 東地区 | 東地区 | 東地区 | 東地区 | 東地区 | 東地区 | 東地区 | 東地区 | 東地区 |
| ---------------- | ------------------------------- | ---------------- | ---------------- | ---------------- | ---------------- | ------ | ------ | ------ | ------ | ------ | ------ | ------ | ------ | ------ |
| 1                | (2)ニューヨーク・ヤンキース     | 103              | 59               | .636             | -                |        |        |        |        |        |        |        |        |        |
| 2                | (5)タンパベイ・レイズ           | 96               | 66               | .593             | 7.0              |        |        |        |        |        |        |        |        |        |
| 3                | ボストン・レッドソックス        | 84               | 78               | .519             | 19.0             |        |        |        |        |        |        |        |        |        |
| 4                | トロント・ブルージェイズ        | 67               | 95               | .414             | 36.0             |        |        |        |        |        |        |        |        |        |
| 5                | ボルチモア・オリオールズ        | 54               | 108              | .333             | 49.0             |        |        |        |        |        |        |        |        |        |
| 中地区           |                                 |                  |                  |                  |                  |        |        |        |        |        |        |        |        |        |
| 1                | (3)ミネソタ・ツインズ           | 101              | 61               | .623             | -                |        |        |        |        |        |        |        |        |        |
| 2                | クリーブランド・インディアンス  | 93               | 69               | .574             | 8.0              |        |        |        |        |        |        |        |        |        |
| 3                | シカゴ・ホワイトソックス        | 72               | 89               | .447             | 28.5             |        |        |        |        |        |        |        |        |        |
| 4                | カンザスシティ・ロイヤルズ      | 59               | 103              | .364             | 42.0             |        |        |        |        |        |        |        |        |        |
| 5                | デトロイト・タイガース          | 47               | 114              | .292             | 53.5             |        |        |        |        |        |        |        |        |        |
| 西地区           |                                 |                  |                  |                  |                  |        |        |        |        |        |        |        |        |        |
| 1                | (1)ヒューストン・アストロズ     | 107              | 55               | .660             | -                |        |        |        |        |        |        |        |        |        |
| 2                | (4)オークランド・アスレチックス | 97               | 65               | .599             | 10.0             |        |        |        |        |        |        |        |        |        |
| 3                | テキサス・レンジャーズ          | 78               | 84               | .481             | 29.0             |        |        |        |        |        |        |        |        |        |
| 4                | ロサンゼルス・エンゼルス        | 72               | 90               | .444             | 35.0             |        |        |        |        |        |        |        |        |        |
| 5                | シアトル・マリナーズ            | 68               | 94               | .420             | 39.0             |        |        |        |        |        |        |        |        |        |

| ナショナルリーグ | ナショナルリーグ               | ナショナルリーグ | ナショナルリーグ | ナショナルリーグ | ナショナルリーグ |        |        |        |        |        |        |        |        |        |
| 順               | チーム                         | 勝利             | 敗戦             | 勝率             | G差              |        |        |        |        |        |        |        |        |        |
| 東地区           | 東地区                         | 東地区           | 東地区           | 東地区           | 東地区           | 東地区 | 東地区 | 東地区 | 東地区 | 東地区 | 東地区 | 東地区 | 東地区 | 東地区 |
| ---------------- | ------------------------------ | ---------------- | ---------------- | ---------------- | ---------------- | ------ | ------ | ------ | ------ | ------ | ------ | ------ | ------ | ------ |
| 1                | (2)アトランタ・ブレーブス      | 97               | 65               | .599             | -                |        |        |        |        |        |        |        |        |        |
| 2                | (4)ワシントン・ナショナルズ    | 93               | 69               | .574             | 4.0              |        |        |        |        |        |        |        |        |        |
| 3                | ニューヨーク・メッツ           | 86               | 76               | .531             | 11.0             |        |        |        |        |        |        |        |        |        |
| 4                | フィラデルフィア・フィリーズ   | 81               | 81               | .500             | 16.0             |        |        |        |        |        |        |        |        |        |
| 5                | マイアミ・マーリンズ           | 57               | 105              | .352             | 40.0             |        |        |        |        |        |        |        |        |        |
| 中地区           |                                |                  |                  |                  |                  |        |        |        |        |        |        |        |        |        |
| 1                | (3)セントルイス・カージナルス  | 91               | 71               | .562             | -                |        |        |        |        |        |        |        |        |        |
| 2                | (5)ミルウォーキー・ブルワーズ  | 89               | 73               | .549             | 2.0              |        |        |        |        |        |        |        |        |        |
| 3                | シカゴ・カブス                 | 84               | 78               | .519             | 7.0              |        |        |        |        |        |        |        |        |        |
| 4                | シンシナティ・レッズ           | 75               | 87               | .463             | 16.0             |        |        |        |        |        |        |        |        |        |
| 5                | ピッツバーグ・パイレーツ       | 69               | 93               | .426             | 22.0             |        |        |        |        |        |        |        |        |        |
| 西地区           |                                |                  |                  |                  |                  |        |        |        |        |        |        |        |        |        |
| 1                | (1)ロサンゼルス・ドジャース    | 106              | 56               | .654             | -                |        |        |        |        |        |        |        |        |        |
| 2                | アリゾナ・ダイヤモンドバックス | 85               | 77               | .525             | 21.0             |        |        |        |        |        |        |        |        |        |
| 3                | サンフランシスコ・ジャイアンツ | 77               | 85               | .475             | 29.0             |        |        |        |        |        |        |        |        |        |
| 4                | コロラド・ロッキーズ           | 71               | 91               | .438             | 35.0             |        |        |        |        |        |        |        |        |        |
| 5                | サンディエゴ・パドレス         | 70               | 92               | .432             | 36.0             |        |        |        |        |        |        |        |        |        |

| アメリカンリーグ       | アメリカンリーグ               | アメリカンリーグ | アメリカンリーグ | アメリカンリーグ | アメリカンリーグ | アメリカンリーグ | アメリカンリーグ | アメリカンリーグ | アメリカンリーグ | アメリカンリーグ | アメリカンリーグ | アメリカンリーグ | アメリカンリーグ | アメリカンリーグ |
| 順                     | チーム                         | 地区             | 勝               | 敗               | 率               | 差               |                  |                  |                  |                  |                  |                  |                  |                  |
| 地区優勝               | 地区優勝                       | 地区優勝         | 地区優勝         | 地区優勝         | 地区優勝         | 地区優勝         | 地区優勝         | 地区優勝         | 地区優勝         | 地区優勝         | 地区優勝         | 地区優勝         | 地区優勝         | 地区優勝         |
| ---------------------- | ------------------------------ | ---------------- | ---------------- | ---------------- | ---------------- | ---------------- | ---------------- | ---------------- | ---------------- | ---------------- | ---------------- | ---------------- | ---------------- | ---------------- |
| 1                      | ヒューストン・アストロズ       | 西               | 107              | 55               | .660             |                  |                  |                  |                  |                  |                  |                  |                  |                  |
| 2                      | ニューヨーク・ヤンキース       | 東               | 103              | 59               | .636             |                  |                  |                  |                  |                  |                  |                  |                  |                  |
| 3                      | ミネソタ・ツインズ             | 中               | 101              | 71               | .587             |                  |                  |                  |                  |                  |                  |                  |                  |                  |
| ワイルドカード         |                                |                  |                  |                  |                  |                  |                  |                  |                  |                  |                  |                  |                  |                  |
| 4                      | オークランド・アスレチックス   | 西               | 97               | 65               | .599             | -1.0             |                  |                  |                  |                  |                  |                  |                  |                  |
| 5                      | タンパベイ・レイズ             | 東               | 96               | 66               | .593             | -                |                  |                  |                  |                  |                  |                  |                  |                  |
| レギュラーシーズン敗退 |                                |                  |                  |                  |                  |                  |                  |                  |                  |                  |                  |                  |                  |                  |
| 6                      | クリーブランド・インディアンス | 中               | 93               | 69               | .574             | 3.0              |                  |                  |                  |                  |                  |                  |                  |                  |
| 7                      | ボストン・レッドソックス       | 東               | 84               | 78               | .519             | 12.0             |                  |                  |                  |                  |                  |                  |                  |                  |
| 8                      | テキサス・レンジャーズ         | 西               | 78               | 84               | .481             | 18.0             |                  |                  |                  |                  |                  |                  |                  |                  |
| 9                      | シカゴ・ホワイトソックス       | 中               | 72               | 89               | .447             | 23.5             |                  |                  |                  |                  |                  |                  |                  |                  |
| 10                     | ロサンゼルス・エンゼルス       | 西               | 72               | 90               | .444             | 24.0             |                  |                  |                  |                  |                  |                  |                  |                  |
| 11                     | シアトル・マリナーズ           | 西               | 68               | 94               | .420             | 28.0             |                  |                  |                  |                  |                  |                  |                  |                  |
| 12                     | トロント・ブルージェイズ       | 東               | 67               | 95               | .414             | 29.0             |                  |                  |                  |                  |                  |                  |                  |                  |
| 13                     | カンザスシティ・ロイヤルズ     | 中               | 59               | 103              | .364             | 37.0             |                  |                  |                  |                  |                  |                  |                  |                  |
| 14                     | ボルチモア・オリオールズ       | 東               | 54               | 108              | .333             | 42.0             |                  |                  |                  |                  |                  |                  |                  |                  |
| 15                     | デトロイト・タイガース         | 中               | 47               | 114              | .292             | 48.5             |                  |                  |                  |                  |                  |                  |                  |                  |
| タイブレーク           |                                |                  |                  |                  |                  |                  |                  |                  |                  |                  |                  |                  |                  |                  |
|                        |                                |                  |                  |                  |                  |                  |                  |                  |                  |                  |                  |                  |                  |                  |

| ナショナルリーグ       | ナショナルリーグ               | ナショナルリーグ | ナショナルリーグ | ナショナルリーグ | ナショナルリーグ | ナショナルリーグ | ナショナルリーグ | ナショナルリーグ | ナショナルリーグ | ナショナルリーグ | ナショナルリーグ | ナショナルリーグ | ナショナルリーグ | ナショナルリーグ |
| 順                     | チーム                         | 地区             | 勝               | 敗               | 率               | 差               |                  |                  |                  |                  |                  |                  |                  |                  |
| 地区優勝               | 地区優勝                       | 地区優勝         | 地区優勝         | 地区優勝         | 地区優勝         | 地区優勝         | 地区優勝         | 地区優勝         | 地区優勝         | 地区優勝         | 地区優勝         | 地区優勝         | 地区優勝         | 地区優勝         |
| ---------------------- | ------------------------------ | ---------------- | ---------------- | ---------------- | ---------------- | ---------------- | ---------------- | ---------------- | ---------------- | ---------------- | ---------------- | ---------------- | ---------------- | ---------------- |
| 1                      | ロサンゼルス・ドジャース       | 西               | 106              | 56               | .654             |                  |                  |                  |                  |                  |                  |                  |                  |                  |
| 2                      | アトランタ・ブレーブス         | 東               | 97               | 65               | .599             |                  |                  |                  |                  |                  |                  |                  |                  |                  |
| 3                      | セントルイス・カージナルス     | 中               | 91               | 71               | .562             |                  |                  |                  |                  |                  |                  |                  |                  |                  |
| ワイルドカード         |                                |                  |                  |                  |                  |                  |                  |                  |                  |                  |                  |                  |                  |                  |
| 4                      | ワシントン・ナショナルズ       | 東               | 93               | 69               | .574             | -4.0             |                  |                  |                  |                  |                  |                  |                  |                  |
| 5                      | ミルウォーキー・ブルワーズ     | 中               | 89               | 73               | .549             | -                |                  |                  |                  |                  |                  |                  |                  |                  |
| レギュラーシーズン敗退 |                                |                  |                  |                  |                  |                  |                  |                  |                  |                  |                  |                  |                  |                  |
| 6                      | ニューヨーク・メッツ           | 東               | 86               | 76               | .531             | 3.0              |                  |                  |                  |                  |                  |                  |                  |                  |
| 7                      | アリゾナ・ダイヤモンドバックス | 西               | 85               | 77               | .525             | 4.0              |                  |                  |                  |                  |                  |                  |                  |                  |
| 8                      | シカゴ・カブス                 | 中               | 84               | 78               | .519             | 5.0              |                  |                  |                  |                  |                  |                  |                  |                  |
| 9                      | フィラデルフィア・フィリーズ   | 東               | 81               | 81               | .500             | 8.0              |                  |                  |                  |                  |                  |                  |                  |                  |
| 10                     | サンフランシスコ・ジャイアンツ | 西               | 77               | 85               | .475             | 12.0             |                  |                  |                  |                  |                  |                  |                  |                  |
| 11                     | シンシナティ・レッズ           | 中               | 75               | 87               | .463             | 14.0             |                  |                  |                  |                  |                  |                  |                  |                  |
| 12                     | コロラド・ロッキーズ           | 西               | 71               | 91               | .438             | 18.0             |                  |                  |                  |                  |                  |                  |                  |                  |
| 13                     | サンディエゴ・パドレス         | 西               | 70               | 92               | .432             | 19.0             |                  |                  |                  |                  |                  |                  |                  |                  |
| 14                     | ピッツバーグ・パイレーツ       | 中               | 69               | 93               | .426             | 20.0             |                  |                  |                  |                  |                  |                  |                  |                  |
| 15                     | マイアミ・マーリンズ           | 東               | 57               | 105              | .352             | 32.0             |                  |                  |                  |                  |                  |                  |                  |                  |
| タイブレーク           |                                |                  |                  |                  |                  |                  |                  |                  |                  |                  |                  |                  |                  |                  |
|                        |                                |                  |                  |                  |                  |                  |                  |                  |                  |                  |                  |                  |                  |                  |

### オールスターゲーム
| 日付                          | ビジター球団（先攻） | スコア | ホーム球団（後攻） | 開催球場                   |
| ----------------------------- | -------------------- | ------ | ------------------ | -------------------------- |
| 7月9日                        | ナショナルリーグ     | 3-4    | アメリカンリーグ   | プログレッシブ・フィールド |
| MVP：シェーン・ビーバー (CLE) |                      |        |                    |                            |

### ポストシーズン
| |      |                |                |                |                |                |            |      |            |            |              |              |              |              |              |              |                  |                  |                  |                  |                  |                  |                  |  |  |  |  |  |  |  |  |  |  |  |
| | 5    | ブルワーズ     | ブルワーズ     | ブルワーズ     | ブルワーズ     | ブルワーズ     | 3          |      |            | 4          | ナショナルズ | ナショナルズ | ナショナルズ | ナショナルズ | ナショナルズ | ナショナルズ |                  |                  |                  |                  |                  |                  |                  |  |  |  |  |  |  |  |  |  |  |  |
| | 4    | ナショナルズ   | ナショナルズ   | ナショナルズ   | ナショナルズ   | ナショナルズ   | 4          |      |            | 0          | 4            | 4            | 6            | 7            |              |              |                  |                  |                  |                  |                  |                  |                  |  |  |  |  |  |  |  |  |  |  |  |
| | NLWC | NLWC           | NLWC           | NLWC           | NLWC           | NLWC           | NLWC       |      |            | 6          | 2            | 10           | 1            | 3            |              |              |                  |                  |                  |                  |                  |                  |                  |  |  |  |  |  |  |  |  |  |  |  |
| | NLWC | NLWC           | NLWC           | NLWC           | NLWC           | NLWC           | NLWC       | 1    | ドジャース | ドジャース | ドジャース   | ドジャース   | ドジャース   | ドジャース   | 4            | ナショナルズ | ナショナルズ     | ナショナルズ     | ナショナルズ     | ナショナルズ     | ナショナルズ     |                  |                  |  |  |  |  |  |  |  |  |  |  |  |
| |      |                |                |                |                |                |            |      |            |            |              |              |              |              | 2            | 3            | 8                | 7                |                  |                  |                  |                  |                  |  |  |  |  |  |  |  |  |  |  |  |
| |      | 0              | 1              | 1              | 4              |                |            |      |            |            |              |              |              |              |              |              |                  |                  |                  |                  |                  |                  |                  |  |  |  |  |  |  |  |  |  |  |  |
| |      |                |                |                |                |                |            |      |            | 3          | カージナルス | カージナルス | カージナルス | カージナルス | カージナルス | カージナルス | 3                | カージナルス     | カージナルス     | カージナルス     | カージナルス     | カージナルス     | カージナルス     |  |  |  |  |  |  |  |  |  |  |  |
| |      |                | 7              | 0              | 1              | 5              | 13         |      |            | NLCS       | NLCS         | NLCS         | NLCS         | NLCS         | NLCS         | NLCS         |                  |                  |                  |                  |                  |                  |                  |  |  |  |  |  |  |  |  |  |  |  |
| |      |                | 6              | 3              | 3              | 4              | 1          |      |            | NLCS       | NLCS         | NLCS         | NLCS         | NLCS         | NLCS         | NLCS         |                  |                  |                  |                  |                  |                  |                  |  |  |  |  |  |  |  |  |  |  |  |
| | 2    | ブレーブス     | ブレーブス     | ブレーブス     | ブレーブス     | ブレーブス     | ブレーブス |      |            |            |              |              |              |              |              |              |                  |                  |                  |                  |                  |                  |                  |  |  |  |  |  |  |  |  |  |  |  |
| |      |                |                |                |                |                |            | NLDS | NLDS       | NLDS       | NLDS         | NLDS         | NLDS         | NLDS         | N4           | ナショナルズ | ナショナルズ     | ナショナルズ     | ナショナルズ     | ナショナルズ     | ナショナルズ     |                  |                  |  |  |  |  |  |  |  |  |  |  |  |
| | 5    | 12             | 1              | 1              | 1              | 7              | 6          | NLDS | NLDS       | NLDS       | NLDS         | NLDS         | NLDS         | NLDS         |              |              |                  |                  |                  |                  |                  |                  |                  |  |  |  |  |  |  |  |  |  |  |  |
| |      |                |                |                |                |                |            |      | 4          | 3          | 4            | 8            | 7            | 2            | 2            |              |                  |                  |                  |                  |                  |                  |                  |  |  |  |  |  |  |  |  |  |  |  |
| | A1   | アストロズ     | アストロズ     | アストロズ     | アストロズ     | アストロズ     | アストロズ |      |            |            |              |              |              |              |              |              |                  |                  |                  |                  |                  |                  |                  |  |  |  |  |  |  |  |  |  |  |  |
| |      |                |                |                |                |                |            |      |            | 3          | ツインズ     | ツインズ     | ツインズ     | ツインズ     | ツインズ     | ツインズ     | ワールドシリーズ | ワールドシリーズ | ワールドシリーズ | ワールドシリーズ | ワールドシリーズ | ワールドシリーズ | ワールドシリーズ |  |  |  |  |  |  |  |  |  |  |  |
| |      |                | 4              | 2              | 1              |                |            |      |            |            |              |              |              |              |              |              | ワールドシリーズ | ワールドシリーズ | ワールドシリーズ | ワールドシリーズ | ワールドシリーズ | ワールドシリーズ | ワールドシリーズ |  |  |  |  |  |  |  |  |  |  |  |
| |      |                | 10             | 8              | 5              |                |            |      |            |            |              |              |              |              |              |              |                  |                  |                  |                  |                  |                  |                  |  |  |  |  |  |  |  |  |  |  |  |
| | 2    | ヤンキース     | ヤンキース     | ヤンキース     | ヤンキース     | ヤンキース     | ヤンキース | 2    | ヤンキース | ヤンキース | ヤンキース   | ヤンキース   | ヤンキース   | ヤンキース   |              |              |                  |                  |                  |                  |                  |                  |                  |  |  |  |  |  |  |  |  |  |  |  |
| |      |                |                |                |                |                |            |      |            |            |              |              |              |              | 7            | 2            | 1                | 3                | 4                | 4                |                  |                  |                  |  |  |  |  |  |  |  |  |  |  |  |
| |      | 0              | 3              | 4              | 8              | 1              | 6          |      |            |            |              |              |              |              |              |              |                  |                  |                  |                  |                  |                  |                  |  |  |  |  |  |  |  |  |  |  |  |
| | 5    | レイズ         | レイズ         | レイズ         | レイズ         | レイズ         | 5          |      |            | 5          | レイズ       | レイズ       | レイズ       | レイズ       | レイズ       | レイズ       | 1                | アストロズ       | アストロズ       | アストロズ       | アストロズ       | アストロズ       | アストロズ       |  |  |  |  |  |  |  |  |  |  |  |
| | 4    | アスレチックス | アスレチックス | アスレチックス | アスレチックス | アスレチックス | 1          |      |            | 2          | 1            | 10           | 4            | 1            |              |              | ALCS             | ALCS             | ALCS             | ALCS             | ALCS             | ALCS             | ALCS             |  |  |  |  |  |  |  |  |  |  |  |
| | ALWC | ALWC           | ALWC           | ALWC           | ALWC           | ALWC           | ALWC       |      |            | 6          | 3            | 3            | 1            | 6            |              |              | ALCS             | ALCS             | ALCS             | ALCS             | ALCS             | ALCS             | ALCS             |  |  |  |  |  |  |  |  |  |  |  |
| | ALWC | ALWC           | ALWC           | ALWC           | ALWC           | ALWC           | ALWC       | 1    | アストロズ | アストロズ | アストロズ   | アストロズ   | アストロズ   | アストロズ   |              |              |                  |                  |                  |                  |                  |                  |                  |  |  |  |  |  |  |  |  |  |  |  |
| |      |                |                |                |                |                |            | ALDS |            |            |              |              |              |              |              |              |                  |                  |                  |                  |                  |                  |                  |  |  |  |  |  |  |  |  |  |  |  |
| |      |                |                |                |                |                |            |      |            |            |              |              |              |              |              |              |                  |                  |                  |                  |                  |                  |                  |  |  |  |  |  |  |  |  |  |  |  |
| - 対戦カードはレギュラーシーズンのシード順で決定される - チーム名の左の数字は、レギュラーシーズンの結果に基づいて決定されたシード順 - 各ラウンドの開催地は、ワイルドカードの1試合、5回戦の1・2・5戦、7回戦の1・2・6・7戦がシード上位のホームグラウンドとなる - ワールドシリーズはレギュラーシーズン成績上位がシード順上位扱いとなる |      |                |                |                |                |                |            |      |            |            |              |              |              |              |              |              |                  |                  |                  |                  |                  |                  |                  |  |  |  |  |  |  |  |  |  |  |  |

#### ワイルドカードプレーオフ

##### アメリカンリーグ
| 日付                     | ビジター球団（先攻） | スコア | ホーム球団（後攻）           | 開催球場                 |
| ------------------------ | -------------------- | ------ | ---------------------------- | ------------------------ |
| 10月2日                  | タンパベイ・レイズ   | 5-1    | オークランド・アスレチックス | オークランド・コロシアム |
| 勝者：タンパベイ・レイズ |                      |        |                              |                          |

##### ナショナルリーグ
| 日付                           | ビジター球団（先攻）       | スコア | ホーム球団（後攻）       | 開催球場             |
| ------------------------------ | -------------------------- | ------ | ------------------------ | -------------------- |
| 10月1日                        | ミルウォーキー・ブルワーズ | 3-4    | ワシントン・ナショナルズ | ナショナルズ・パーク |
| 勝者：ワシントン・ナショナルズ |                            |        |                          |                      |

#### ディビジョンシリーズ

##### アメリカンリーグ
ヒューストン・アストロズ対ミネソタ・ツインズ
| 日付                           | 試合    | ビジター球団（先攻）     | スコア | ホーム球団（後攻）       | 開催球場                 |
| ------------------------------ | ------- | ------------------------ | ------ | ------------------------ | ------------------------ |
| 10月4日                        | 第1試合 | タンパベイ・レイズ       | 2-6    | ヒューストン・アストロズ | ミニッツメイド・パーク   |
| 10月5日                        | 第2試合 | タンパベイ・レイズ       | 1-3    | ヒューストン・アストロズ | ミニッツメイド・パーク   |
| 10月7日                        | 第3試合 | ヒューストン・アストロズ | 3-10   | タンパベイ・レイズ       | トロピカーナ・フィールド |
| 10月8日                        | 第4試合 | ヒューストン・アストロズ | 1-4    | タンパベイ・レイズ       | トロピカーナ・フィールド |
| 10月10日                       | 第5試合 | タンパベイ・レイズ       | 1-6    | ヒューストン・アストロズ | ミニッツメイド・パーク   |
| 勝者：ヒューストン・アストロズ |         |                          |        |                          |                          |

ニューヨーク・ヤンキース対ミネソタ・ツインズ
| 日付                           | 試合    | ビジター球団（先攻）     | スコア | ホーム球団（後攻）       | 開催球場               |
| ------------------------------ | ------- | ------------------------ | ------ | ------------------------ | ---------------------- |
| 10月4日                        | 第1試合 | ミネソタ・ツインズ       | 4-10   | ニューヨーク・ヤンキース | ヤンキー・スタジアム   |
| 10月5日                        | 第2試合 | ミネソタ・ツインズ       | 2-8    | ニューヨーク・ヤンキース | ヤンキー・スタジアム   |
| 10月7日                        | 第3試合 | ニューヨーク・ヤンキース | 5-1    | ミネソタ・ツインズ       | ターゲット・フィールド |
| 勝者：ニューヨーク・ヤンキース |         |                          |        |                          |                        |

##### ナショナルリーグ
アトランタ・ブレーブス対セントルイス・カージナルス
| 日付                             | 試合    | ビジター球団（先攻）       | スコア | ホーム球団（後攻）         | 開催球場             |
| -------------------------------- | ------- | -------------------------- | ------ | -------------------------- | -------------------- |
| 10月3日                          | 第1試合 | セントルイス・カージナルス | 7-6    | アトランタ・ブレーブス     | サントラスト・パーク |
| 10月4日                          | 第2試合 | セントルイス・カージナルス | 0-3    | アトランタ・ブレーブス     | サントラスト・パーク |
| 10月6日                          | 第3試合 | アトランタ・ブレーブス     | 3-1    | セントルイス・カージナルス | ブッシュ・スタジアム |
| 10月7日                          | 第4試合 | アトランタ・ブレーブス     | 4-5    | セントルイス・カージナルス | ブッシュ・スタジアム |
| 10月9日                          | 第5試合 | セントルイス・カージナルス | 13-1   | アトランタ・ブレーブス     | サントラスト・パーク |
| 勝者：セントルイス・カージナルス |         |                            |        |                            |                      |

ロサンゼルス・ドジャース対ワシントン・ナショナルズ
| 日付                           | 試合    | ビジター球団（先攻）     | スコア | ホーム球団（後攻）       | 開催球場             |
| ------------------------------ | ------- | ------------------------ | ------ | ------------------------ | -------------------- |
| 10月3日                        | 第1試合 | ワシントン・ナショナルズ | 0-6    | ロサンゼルス・ドジャース | ドジャー・スタジアム |
| 10月4日                        | 第2試合 | ワシントン・ナショナルズ | 4-2    | ロサンゼルス・ドジャース | ドジャー・スタジアム |
| 10月6日                        | 第3試合 | ロサンゼルス・ドジャース | 10-4   | ワシントン・ナショナルズ | ナショナルズ・パーク |
| 10月7日                        | 第4試合 | ロサンゼルス・ドジャース | 1-6    | ワシントン・ナショナルズ | ナショナルズ・パーク |
| 10月9日                        | 第5試合 | ワシントン・ナショナルズ | 7-3    | ロサンゼルス・ドジャース | ドジャー・スタジアム |
| 勝者：ワシントン・ナショナルズ |         |                          |        |                          |                      |

#### リーグチャンピオンシップシリーズ

##### アメリカンリーグ
| 日付                                                   | 試合    | ビジター球団（先攻）     | スコア | ホーム球団（後攻）       | 開催球場               |
| ------------------------------------------------------ | ------- | ------------------------ | ------ | ------------------------ | ---------------------- |
| 10月12日                                               | 第1試合 | ニューヨーク・ヤンキース | 7-0    | ヒューストン・アストロズ | ミニッツメイド・パーク |
| 10月13日                                               | 第2試合 | ニューヨーク・ヤンキース | 2-3    | ヒューストン・アストロズ | ミニッツメイド・パーク |
| 10月15日                                               | 第3試合 | ヒューストン・アストロズ | 4-1    | ニューヨーク・ヤンキース | ヤンキー・スタジアムII |
| 10月16日                                               | 中止    | 中止                     | 中止   | 中止                     | ヤンキー・スタジアムII |
| 10月17日                                               | 第4試合 | ヒューストン・アストロズ | 8-3    | ニューヨーク・ヤンキース | ヤンキー・スタジアムII |
| 10月18日                                               | 第5試合 | ヒューストン・アストロズ | 1-4    | ニューヨーク・ヤンキース | ヤンキー・スタジアムII |
| 10月19日                                               | 第6試合 | ニューヨーク・ヤンキース | 4-6    | ヒューストン・アストロズ | ミニッツメイド・パーク |
| 勝者：ヒューストン・アストロズ MVP：ホセ・アルトゥーベ |         |                          |        |                          |                        |

##### ナショナルリーグ
| 日付                                                       | 試合    | ビジター球団（先攻）       | スコア | ホーム球団（後攻）         | 開催球場             |
| ---------------------------------------------------------- | ------- | -------------------------- | ------ | -------------------------- | -------------------- |
| 10月11日                                                   | 第1試合 | ワシントン・ナショナルズ   | 2-0    | セントルイス・カージナルス | ブッシュ・スタジアム |
| 10月12日                                                   | 第2試合 | ワシントン・ナショナルズ   | 3-1    | セントルイス・カージナルス | ブッシュ・スタジアム |
| 10月14日                                                   | 第3試合 | セントルイス・カージナルス | 1-8    | ワシントン・ナショナルズ   | ナショナルズ・パーク |
| 10月15日                                                   | 第4試合 | セントルイス・カージナルス | 4-7    | ワシントン・ナショナルズ   | ナショナルズ・パーク |
| 勝者：ワシントン・ナショナルズ MVP：ハウィー・ケンドリック |         |                            |        |                            |                      |

### ワールドシリーズ
| 日付                                                             | 試合  | ビジター球団（先攻）     | スコア | ホーム球団（後攻）       | 開催球場               | 開催球場 |
| ---------------------------------------------------------------- | ----- | ------------------------ | ------ | ------------------------ | ---------------------- | -------- |
| 10月22日（火）                                                   | 第1戦 | ワシントン・ナショナルズ | 5－4   | ヒューストン・アストロズ | ミニッツメイド・パーク |          |
| 10月23日（水）                                                   | 第2戦 | ワシントン・ナショナルズ | 12－3  | ヒューストン・アストロズ | ミニッツメイド・パーク |          |
| 10月24日（木）                                                   |       | 移動日                   | 移動日 | 移動日                   |                        |          |
| 10月25日（金）                                                   | 第3戦 | ヒューストン・アストロズ | 4－1   | ワシントン・ナショナルズ | ナショナルズ・パーク   |          |
| 10月26日（土）                                                   | 第4戦 | ヒューストン・アストロズ | 8－1   | ワシントン・ナショナルズ | ナショナルズ・パーク   |          |
| 10月27日（日）                                                   | 第5戦 | ヒューストン・アストロズ | 7－1   | ワシントン・ナショナルズ | ナショナルズ・パーク   |          |
| 10月28日（月）                                                   |       | 移動日                   | 移動日 | 移動日                   |                        |          |
| 10月29日（火）                                                   | 第6戦 | ワシントン・ナショナルズ | 7－2   | ヒューストン・アストロズ | ミニッツメイド・パーク |          |
| 10月30日（水）                                                   | 第7戦 | ワシントン・ナショナルズ | 6－2   | ヒューストン・アストロズ | ミニッツメイド・パーク |          |
| 優勝：ワシントン・ナショナルズ MVP：スティーブン・ストラスバーグ |       |                          |        |                          |                        |          |

## 個人タイトル

### 個人タイトル（アメリカンリーグ）
| 項目       | 選手                       | 記録 |
| ---------- | -------------------------- | ---- |
| 首位打者   | ティム・アンダーソン (CWS) | .335 |
| 最多本塁打 | ホルヘ・ソレア (KCR)       | 48   |
| 最多打点   | ホセ・アブレイユ (CWS)     | 123  |
| 最多盗塁   | マレックス・スミス (SEA)   | 46   |

| 項目           | 選手                             | 記録 |
| -------------- | -------------------------------- | ---- |
| 最多勝利       | ジャスティン・バーランダー (HOU) | 21   |
| 最優秀防御率   | ゲリット・コール (HOU)           | 2.50 |
| 最多奪三振     | ゲリット・コール (HOU)           | 326  |
| 最多セーブ投手 | ロベルト・オスーナ (HOU)         | 38   |

### 個人タイトル（ナショナルリーグ）
| 項目       | 選手                           | 記録 |
| ---------- | ------------------------------ | ---- |
| 首位打者   | クリスチャン・イェリッチ (MIL) | .329 |
| 最多本塁打 | ピート・アロンソ (NYM)         | 53   |
| 最多打点   | アンソニー・レンドン (WSH)     | 126  |
| 最多盗塁   | ロナルド・アクーニャJr. (ATL)  | 37   |

| 項目           | 選手                               | 記録 |
| -------------- | ---------------------------------- | ---- |
| 最多勝利       | スティーブン・ストラスバーグ (WSH) | 18   |
| 最優秀防御率   | 柳賢振 (LAD)                       | 2.32 |
| 最多奪三振     | ジェイコブ・デグロム (NYM)         | 255  |
| 最多セーブ投手 | カービー・イェーツ (SD)            | 37   |

## 表彰

### プレイヤー・オブ・ザ・マンス
| プレイヤー・オブ・ザ・マンス | プレイヤー・オブ・ザ・マンス | プレイヤー・オブ・ザ・マンス | プレイヤー・オブ・ザ・マンス | プレイヤー・オブ・ザ・マンス |
| 月                           | アメリカンリーグ             | アメリカンリーグ             | ナショナルリーグ             | ナショナルリーグ             |
| ---------------------------- | ---------------------------- | ---------------------------- | ---------------------------- | ---------------------------- |
| 4月                          | ティム・アンダーソン         | CWS                          | コディ・ベリンジャー         | LAD                          |
| 5月                          | ラファエル・デバース         | BOS                          | ジョシュ・ベル               | PIT                          |
| 6月                          | DJ・ルメイユ                 | NYY                          | チャーリー・ブラックモン     | COL                          |
| 7月                          | ユリ・グリエル               | HOU                          | ポール・ゴールドシュミット   | STL                          |
| 8月                          | アレックス・ブレグマン       | HOU                          | アリスティデス・アキーノ     | CIN                          |
| 9月                          | オースティン・メドウズ       | TB                           | エウヘニオ・スアレス         | CIN                          |

### ピッチャー・オブ・ザ・マンス
| ピッチャー・オブ・ザ・マンス | ピッチャー・オブ・ザ・マンス | ピッチャー・オブ・ザ・マンス | ピッチャー・オブ・ザ・マンス | ピッチャー・オブ・ザ・マンス |
| 月                           | アメリカンリーグ             | アメリカンリーグ             | ナショナルリーグ             | ナショナルリーグ             |
| ---------------------------- | ---------------------------- | ---------------------------- | ---------------------------- | ---------------------------- |
| 4月                          | タイラー・グラスノー         | TB                           | ルイス・カスティーヨ         | CIN                          |
| 5月                          | ルーカス・ジオリト           | CWS                          | 柳賢振                       | LAD                          |
| 6月                          | ゲリット・コール             | HOU                          | マックス・シャーザー         | WSH                          |
| 7月                          | ゲリット・コール             | HOU                          | スティーブン・ストラスバーグ | WSH                          |
| 8月                          | マイク・クレビンジャー       | CLE                          | ジャック・フラハーティ       | STL                          |
| 9月                          | ゲリット・コール             | HOU                          | ジャック・フラハーティ       | STL                          |

### リリーバー・オブ・ザ・マンス
| リリーバー・オブ・ザ・マンス | リリーバー・オブ・ザ・マンス | リリーバー・オブ・ザ・マンス | リリーバー・オブ・ザ・マンス | リリーバー・オブ・ザ・マンス |
| 月                           | アメリカンリーグ             | アメリカンリーグ             | ナショナルリーグ             | ナショナルリーグ             |
| ---------------------------- | ---------------------------- | ---------------------------- | ---------------------------- | ---------------------------- |
| 3月/4月                      | シェーン・グリーン           | DET                          | カービー・イエーツ           | SD                           |
| 5月                          | アロルディス・チャップマン   | NYY                          | ジョシュ・ヘイダー           | MIL                          |
| 6月                          | リアム・ヘンドリックス       | OAK                          | ジョシュ・ヘイダー           | MIL                          |
| 7月                          | トミー・ケインリー           | NYY                          | セス・ルーゴ                 | NYM                          |
| 8月                          | アロルディス・チャップマン   | NYY                          | フェリペ・バスケス           | PIT                          |
| 9月                          | ブランドン・ワークマン       | BOS                          | ブレント・スーター           | MIL                          |

### ルーキー・オブ・ザ・マンス
| ルーキー・オブ・ザ・マンス | ルーキー・オブ・ザ・マンス | ルーキー・オブ・ザ・マンス | ルーキー・オブ・ザ・マンス | ルーキー・オブ・ザ・マンス |
| 月                         | アメリカンリーグ           | アメリカンリーグ           | ナショナルリーグ           | ナショナルリーグ           |
| -------------------------- | -------------------------- | -------------------------- | -------------------------- | -------------------------- |
| 4月                        | ブランドン・ロウ           | TB                         | ピート・アロンソ           | NYM                        |
| 5月                        | マイケル・チェイビス       | BOS                        | オースティン・ライリー     | ATL                        |
| 6月                        | ヨルダン・アルバレス       | HOU                        | ピート・アロンソ           | NYM                        |
| 7月                        | ヨルダン・アルバレス       | HOU                        | ケストン・ヒウラ           | MIL                        |
| 8月                        | ヨルダン・アルバレス       | HOU                        | アリスティデス・アキーノ   | CIN                        |
| 9月                        | エロイ・ヒメネス           | CWS                        | ピート・アロンソ           | NYM                        |

### 全米野球記者協会（BBWAA）表彰
| 表彰           | アメリカンリーグ                 | ナショナルリーグ           |
| -------------- | -------------------------------- | -------------------------- |
| MVP            | マイク・トラウト (LAA)           | コディ・ベリンジャー (LAD) |
| サイ・ヤング賞 | ジャスティン・バーランダー (HOU) | ジェイコブ・デグロム (NYM) |
| 最優秀新人賞   | ヨルダン・アルバレス (HOU)       | ピート・アロンソ (NYM)     |
| 最優秀監督賞   | ロッコ・バルデッリ (MIN)         | マイク・シルト (STL)       |

### ゴールドグラブ賞
| ゴールドグラブ賞 | ゴールドグラブ賞         | ゴールドグラブ賞 | ゴールドグラブ賞     | ゴールドグラブ賞 |
| 守備位置         | アメリカンリーグ         | アメリカンリーグ | ナショナルリーグ     | ナショナルリーグ |
| ---------------- | ------------------------ | ---------------- | -------------------- | ---------------- |
| 投手             | マイク・リーク           | ARI              | ザック・グレインキー | HOU              |
| 捕手             | ロベルト・ペレス         | CLE              | J.T.リアルミュート   | PHI              |
| 一塁手           | マット・オルソン         | OAK              | アンソニー・リゾ     | CHC              |
| 二塁手           | ヨルマー・サンチェス     | CWS              | コルテン・ウォン     | STL              |
| 三塁手           | マット・チャップマン     | OAK              | ノーラン・アレナド   | COL              |
| 遊撃手           | フランシスコ・リンドーア | CLE              | ニック・アーメド     | ARI              |
| 左翼手           | アレックス・ゴードン     | KC               | デビッド・ペラルタ   | ARI              |
| 中堅手           | ケビン・キアマイアー     | TB               | ロレンゾ・ケイン     | MIL              |
| 右翼手           | ムーキー・ベッツ         | BOS              | コディ・ベリンジャー | LAD              |

### プラチナ・ゴールド・グラブ賞
| プラチナ・ゴールド・グラブ賞 | プラチナ・ゴールド・グラブ賞 | プラチナ・ゴールド・グラブ賞 | プラチナ・ゴールド・グラブ賞 | プラチナ・ゴールド・グラブ賞 | プラチナ・ゴールド・グラブ賞 |
| アメリカンリーグ             | アメリカンリーグ             | アメリカンリーグ             | ナショナルリーグ             | ナショナルリーグ             | ナショナルリーグ             |
| ---------------------------- | ---------------------------- | ---------------------------- | ---------------------------- | ---------------------------- | ---------------------------- |
| マット・チャップマン         | 三塁手                       | OAK                          | ノーラン・アレナド           | 三塁手                       | COL                          |

### シルバースラッガー賞
| シルバースラッガー賞 | シルバースラッガー賞                                     | シルバースラッガー賞 | シルバースラッガー賞                                                  | シルバースラッガー賞 |
| 守備位置             | アメリカンリーグ                                         | アメリカンリーグ     | ナショナルリーグ                                                      | ナショナルリーグ     |
| -------------------- | -------------------------------------------------------- | -------------------- | --------------------------------------------------------------------- | -------------------- |
| 投手                 | -                                                        | -                    | ザック・グレインキー                                                  | HOU                  |
| 捕手                 | ミッチ・ガーバー                                         | MIN                  | J.T.リアルミュート                                                    | PHI                  |
| 一塁手               | カルロス・サンタナ                                       | CLE                  | フレディ・フリーマン                                                  | ATL                  |
| 二塁手               | DJ・ルメイユ                                             | NYY                  | オジー・アルビーズ                                                    | ATL                  |
| 三塁手               | アレックス・ブレグマン                                   | HOU                  | アンソニー・レンドン                                                  | WSH                  |
| 遊撃手               | ザンダー・ボガーツ                                       | BOS                  | トレバー・ストーリー                                                  | COL                  |
| 外野手               | マイク・トラウト ジョージ・スプリンガー ムーキー・ベッツ | LAA HOU BOS          | クリスチャン・イエリッチ コディ・ベリンジャー ロナルド・アクーニャJr. | MIL LAD ATL          |
| 指名打者             | ネルソン・クルーズ                                       | MIN                  |                                                                       |                      |

### オールMLBチーム
| オールMLBチーム | オールMLBチーム              | オールMLBチーム  | オールMLBチーム                | オールMLBチーム |
| 守備位置        | ファーストチーム             | ファーストチーム | セカンドチーム                 | セカンドチーム  |
| --------------- | ---------------------------- | ---------------- | ------------------------------ | --------------- |
| 先発投手        | ゲリット・コール             | NYY              | ザック・グレインキー           | ARI/HOU         |
| 先発投手        | ジャスティン・バーランダー   | HOU              | 柳賢振                         | LAD             |
| 先発投手        | ジェイコブ・デグロム         | NYM              | ジャック・フラハーティ         | STL             |
| 先発投手        | マックス・シャーザー         | WSH              | チャーリー・モートン           | TB              |
| 先発投手        | スティーブン・ストラスバーグ | WSH              | マイク・ソロカ                 | ATL             |
| 救援投手        | カービー・イエーツ           | SD               | アロルディス・チャップマン     | NYY             |
| 救援投手        | ジョシュ・ヘイダー           | MIL              | リアム・ヘンドリックス         | OAK             |
| 捕手            | J.T.リアルミュート           | PHI              | ヤズマニ・グランダル           | MIL             |
| 一塁手          | ピート・アロンソ             | NYM              | フレディ・フリーマン           | ATL             |
| 二塁手          | DJ・ルメイユ                 | NYY              | ホセ・アルトゥーベ             | HOU             |
| 三塁手          | アンソニー・レンドン         | WSH              | アレックス・ブレグマン         | HOU             |
| 遊撃手          | ザンダー・ボガーツ           | BOS              | マーカス・セミエン             | OAK             |
| 外野手          | マイク・トラウト             | LAA              | ロナルド・アクーニャ・ジュニア | ATL             |
| 外野手          | コディ・ベリンジャー         | LAD              | フアン・ソト                   | WSH             |
| 外野手          | クリスチャン・イエリッチ     | MIL              | ムーキー・ベッツ               | BOS             |
| 指名打者        | ネルソン・クルーズ           | MIN              | ヨルダン・アルバレス           | HOU             |

### フィールディング・バイブル・アワード
| フィールディング・バイブル・アワード | フィールディング・バイブル・アワード | フィールディング・バイブル・アワード |
| 守備位置                             | 表彰者                               | 表彰者                               |
| ------------------------------------ | ------------------------------------ | ------------------------------------ |
| 投手                                 | ザック・グレインキー                 | HOU                                  |
| 捕手                                 | ロベルト・ペレス                     | CLE                                  |
| 一塁手                               | マット・オルソン                     | OAK                                  |
| 二塁手                               | コルテン・ウォン                     | STL                                  |
| 三塁手                               | マット・チャップマン                 | OAK                                  |
| 遊撃手                               | ニック・アーメド                     | ARI                                  |
| 左翼手                               | デビッド・ペラルタ                   | ARI                                  |
| 中堅手                               | ロレンゾ・ケイン                     | MIL                                  |
| 右翼手                               | コディ・ベリンジャー                 | LAD                                  |

### その他表彰
| 表彰                     | アメリカンリーグ                 | ナショナルリーグ                   |
| ------------------------ | -------------------------------- | ---------------------------------- |
| カムバック賞             | カルロス・カラスコ (CLE)         | ジョシュ・ドナルドソン (ATL)       |
| ハンク・アーロン賞       | マイク・トラウト (LAA)           | クリスチャン・イエリッチ (MIL)     |
| 最優秀救援投手賞         | アロルディス・チャップマン (NYY) | ジョシュ・ヘイダー (MIL)           |
| エドガー・マルティネス賞 | ネルソン・クルーズ (MIN)         | -                                  |
| ロベルト・クレメンテ賞   | カルロス・カラスコ (CLE)         | -                                  |
| ハッチ賞                 | ディー・ゴードン (SEA)           | -                                  |
| ルー・ゲーリック賞       | -                                | -                                  |
| ベーブ・ルース賞         | フアン・ソト (WSH)               | スティーブン・ストラスバーグ (WSH) |
| トニー・コニグリアロ賞   | -                                | リッチ・ヒル（LAD）                |

| Topps All-Star Rookie Team | Topps All-Star Rookie Team         | Topps All-Star Rookie Team |
| 守備位置                   | 表彰者                             | 表彰者                     |
| -------------------------- | ---------------------------------- | -------------------------- |
| 捕手                       | ウィル・スミス                     | LAD                        |
| 一塁手                     | ピート・アロンソ                   | NYM                        |
| 二塁手                     | ケストン・ヒウラ                   | MIL                        |
| 三塁手                     | ブラディミール・ゲレーロ・ジュニア | TOR                        |
| 遊撃手                     | フェルナンド・タティス・ジュニア   | SD                         |
| 外野手                     | エロイ・ヒメネス                   | CWS                        |
| 外野手                     | ブライアン・レイノルズ             | PIT                        |
| 外野手                     | ビクター・ロブレス                 | WSH                        |
| 右投手                     | マイク・ソロカ                     | ATL                        |
| 左投手                     | ジョン・ミーンズ                   | BAL                        |
| 救援投手                   | ニック・アンダーソン               | TB                         |
| 指名打者                   | ヨルダン・アルバレス               | HOU                        |

### アメリカ野球殿堂入り表彰者
- BBWAA選出[293]
  - マリアノ・リベラ（史上初の満票で選出）
  - ロイ・ハラデイ
  - エドガー・マルティネス
  - マイク・ムッシーナ
- ベテランズ委員会選出[294]
  - リー・スミス
  - ハロルド・ベインズ

## 引退
- 1月9日 - ハイメ・ガルシア
- 1月16日 - ショーン・トールソン
- 2月5日 - スティーブ・デラバー
- 2月15日 - CC・サバシア（シーズン限り）
- 3月21日 - イチロー
- 7月25日 - トロイ・トゥロウィツキー
- 10月9日 - ブライアン・マッキャン
- 10月12日 - デビッド・フリース
- 11月12日 - クリストファー・ネグロン
- 12月20日 - イアン・キンズラー

## 永久欠番
- 6月8日 - エイドリアン・ベルトレ：テキサス・レンジャーズ『29』
- 6月15日 - ジョー・マウアー：ミネソタ・ツインズ『7』
- 8月25日 - デーブ・スチュワート：オークランド・アスレチックス『34』
- 8月31日 - マイケル・ヤング：テキサス・レンジャーズ『10』
- 9月24日 - ジェリー・クーズマン：ニューヨーク・メッツ『36』